# ایچری موشلان
ایچری موشلان (ترکی آذربایجانی: İçəri Muşlan) یک منطقهٔ مسکونی در جمهوری آرتساخ است که در استان کاشاتاق واقع شده‌است.